# Крассула коротколистная
Крассула коротколистная (лат. Crassula brevifolia) — вид суккулентных растений рода Толстянка (Crassula) семейства Толстянковые (Crassulaceae), естественно произрастающий на территории Намибии и Капской провинции Южно-Африканской Республики.

## Название
Родовое латинское название Crassula происходит от латинского слова crassus, — «толстый», в основном из-за присутствия у растений этого рода сочных листьев.
Видовой латинский эпитет brevifolia происходит от лат. brevis — «короткий» и лат. folium — «лист».

## Ботаническое описание
Суккулентное растение, достигающее высоты 30-50 см. Стебель одревесневший, ветвится дихотомично. Ветви зелёные, округлые в сечении, с диаметром 6 мм и выраженными междоузлиями между листьями. Старые ветви приобретают одревесневший характер и обладают корой красновато-коричневого цвета, которая шелушится. Корневая система мочковатая.
Листья мясистые, охватывают стебель и имеют треугольную форму, плоские в сечении. Форма листьев может варьироваться от эллиптической до линейно-эллиптической, с размерами 20-35 мм в длину и 4-6 мм в ширину. Толщина листьев примерно соответствует их ширине. Листовая пластинка загнута вверх и, сужаясь, заканчивается тупоконечной верхушкой. Верхняя часть листа плоская, в то время как нижняя поверхность выпуклая или килевидная. Поверхность листьев и их края покрыты гидатодами (водяными желёзками).
Цветки расположены на цветоножках, собранных в округлые соцветия. Они трубчатые, желтовато-зеленые или беловато-розовые, с лепестками длиной 3-5 мм.
Подобно Crassula rupestris, но отличается тем, что у этого вида листья линейно-эллиптические и имеют размеры 20-30 х 2-4 мм. Роговой край листьев присутствует только у верхней части, а лепестки сросшиеся внизу на 1,2 мм, с субтерминальным придатком, окрашены в желто-зеленый цвет.

## Таксономия
Crassula brevifolia Harv., первое упоминание в W.H.Harvey & auct. suc. (eds.), Fl. Cap. 2: 339 (1862).

### Подвиды
Подтвержденные подвиды в соответствии с данными сайта Plants of the World Online на 2024 год:
- Crassula brevifolia subsp. brevifoliaCrassula brevifolia subsp. psammophila
- Crassula brevifolia subsp. psammophila Toelken, характеризуется более мелкими размерами, при этом междоузлия не заметны. Цвет листьев коричневато-красный, без налета[5].